# Stiremetra decora
Stiremetra decora is een haarster uit de familie Thalassometridae.
De wetenschappelijke naam van de soort werd in 1950 gepubliceerd door Austin Hobart Clark.